# Малый Вильял
Малый Вильял (мар. Изи Вӱръял) — деревня в Новоторъяльском районе Республики Марий Эл. Входит в состав Масканурского сельского поселения.

## География
Находится в северо-восточной части республики Марий Эл на расстоянии приблизительно 9 км по прямой на северо-запад от районного центра посёлка Новый Торъял.

## История
Известна с 1884 года, когда здесь насчитывалось 11 дворов, 85 жителей. Все жители по национальности мари. В 1905 году было 14 дворов, 117 человек. В 1925 году в Малом Вильяле проживали 108 человек, все мари. В 1939 году в селении проживали 97 жителей, в 1940 году насчитывалось 18 хозяйств, 95 жителей. В 1970 году здесь проживали 100 человек, все мари. В 1981 году в деревне насчитывалось 20 хозяйств, 87 жителей, в 1988 году 59 жителей, 18 домов. В 2002 года в деревне числилось 13 дворов. В советское время работали колхозы «1 Мая», «Памяти Ленина» и совхоз «Памяти Ленина».

## Население
Население составляло 33 человека (мари 100 %) в 2002 году, 20 в 2010.